# Atherion
Atherion – rodzaj ryb z rodziny aterynowatych (Atherinidae).

## Klasyfikacja
Gatunki zaliczane do tego rodzaju:
- Atherion africanum
- Atherion elymus
- Atherion maccullochi